# شهرک کورنگی
شهرک کورنگی (به انگلیسی: Korangi Town) یک شهر در پاکستان است که در کراچی واقع شده‌است. شهرک کورنگی ۵۴۶٬۵۰۴ نفر جمعیت دارد.